# António Lobo Antunes
António Lobo Antunes (* 1. září 1942, Lisabon) je portugalský spisovatel. Roku 2007 získal Camõesovu cenu, nejvýznamnější ocenění pro portugalsky píšící autory.

## Život a dílo
V době Salazarova režimu byl vojenským lékařem ve válce v Angole (1968-1973). Válka se stala velkým tématem i jeho prózy, zejména raných textů. Do Portugalska se vrátil v roce 1973 a začal zde pracovat jako klinický psychiatr. Brzy se však začal věnovat literatuře. Žije v Lisabonu.
Vydal romány Sloní paměť, Jidášova díra, Fado v alexandrínech, Lodě, Pojednání o vášních duše, Smrt Carlose Gardela, Portugalská nádhera, Nevcházej tak rychle do té temné noci, Zdravím vás, tam dole, Včera jsem tě neviděla v Babylónii. Vydal i několik souborů svých fejetonů, které vycházely v nedělních přílohách několika portugalských deníků.
Jeho knihy bývají vnímány jako temné a pesimistické.